# Усть-Кара
Усть-Ка́ра (в некоторых атласах — Ка́ра) — посёлок в северо-восточной части Заполярного района Ненецкого автономного округа России. Образует Карский сельсовет. Посёлок находится в пограничной зоне.

## География

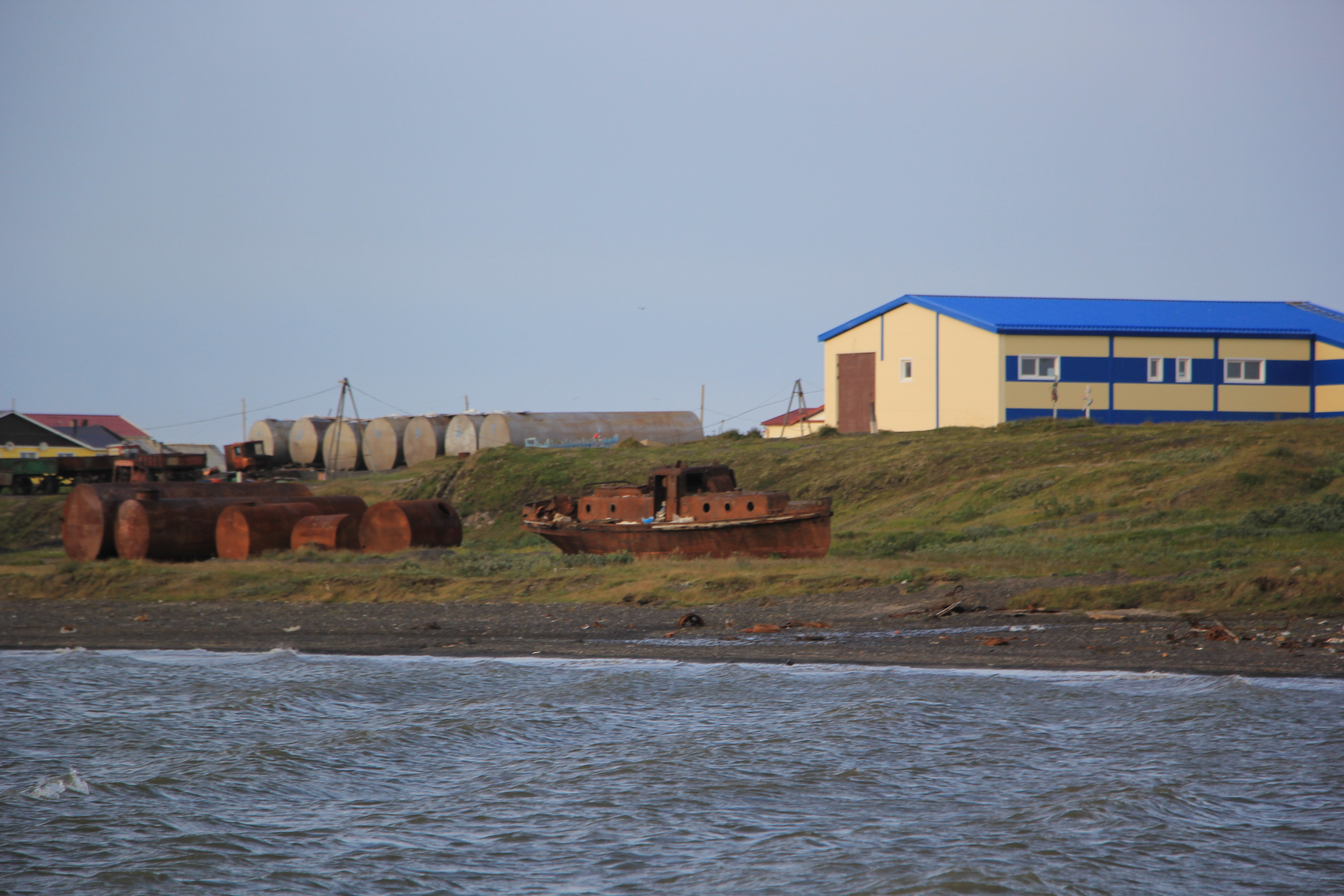

Расположен на восточном берегу Карской губы (входит в Байдарацкую губу). Ближайшие крупные реки — Кара, Сопчаю, Тобью. Ближайший город и железнодорожная станция Воркута — на расстоянии 200 км. До города Салехард 310 км. Расстояние до административного центра Ненецкого автономного округа, Нарьян-Мара — 520 км. К юго-западу от Усть-Кары находится Карский метеоритный кратер диаметром 65 км. Во время падения метеорита на месте Усть-Кары было море, которое в результате сильного удара было отброшено. Существует гипотеза, что Карская астроблема имеет диаметр около 120 км и её границы скрыты Карским морем.
В соответствии с приложением № 1 к постановлению правительства Российской Федерации от 4 июля 1992 г. № 470, территория в границах Хальмер-Ю — Яры — Усть-Кара — Каратайка (за исключением названных населённых пунктов) является территорией с регламентированным посещением для иностранных граждан.

## История
Колвинские ненцы образовали поселки по всему Югорскому полуострову от Карского до Баренцева моря, среди них и Усть-Кара.
Первые упоминания датируются 1932 годом. В то время посёлок состоял из нескольких чумов и одного дома, принадлежащего колхозу. В 1951 году путём объединения соседних хозяйств «Наръяна Кара», «Кара-Харбей» и «Имени Смидовича» был образован оленеводческий колхоз «Красный Октябрь».

## Население
Большая часть устькарцев считают себя ненцами, но при этом являются носителями ижемского диалекта коми языка. В научной среде их называют колвинскими ненцами.
| 1999 | 2002 | 2010 | 2011 | 2012 | 2013 | 2014 | 2015 | 2016 |
| ---- | ---- | ---- | ---- | ---- | ---- | ---- | ---- | ---- |
| 729  | ↘677 | ↘574 | ↗590 | ↘562 | ↘551 | ↘524 | ↗526 | ↗530 |
| 2017 | 2018 | 2019 | 2020 | 2021 | 2023 |      |      |      |
| ↗542 | ↗553 | ↘529 | ↗535 | ↘485 | ↘479 |      |      |      |

## Экономика
Основные занятия населения — оленеводство и рыболовство. Усть-Кара — база СПК «Красный октябрь».

## Улицы
- Новая (улица)
- Озёрная (улица)
- Тундровая (улица)
- Центральная (улица)
- Южная (улица)

## Транспорт
Регулярные авиарейсы один раз в неделю из Нарьян-Мара на самолёте Ан-2 или на вертолете Ми-8. Грузы доставляются морем в период навигации и гусеничным транспортом в зимний и летний период из Воркуты.
Планируется строительство железной дороги «Воркута — Усть-Кара», для возможности разработки обнаруженных севернее Воркуты залежей каменного угля, которые можно добывать карьерным способом.

## Инфраструктура
Средняя общеобразовательная школа, интернат, фельдшерско-акушерский пункт, детский сад, дом культуры, магазины, электростанция.

В 2015 году в посёлке открыли новую часовню Николая Чудотворца. Относится к Арктическому благочинию Нарьян-Марской епархии. Сруб часовни выполнен из лиственницы, кровля из осины. 

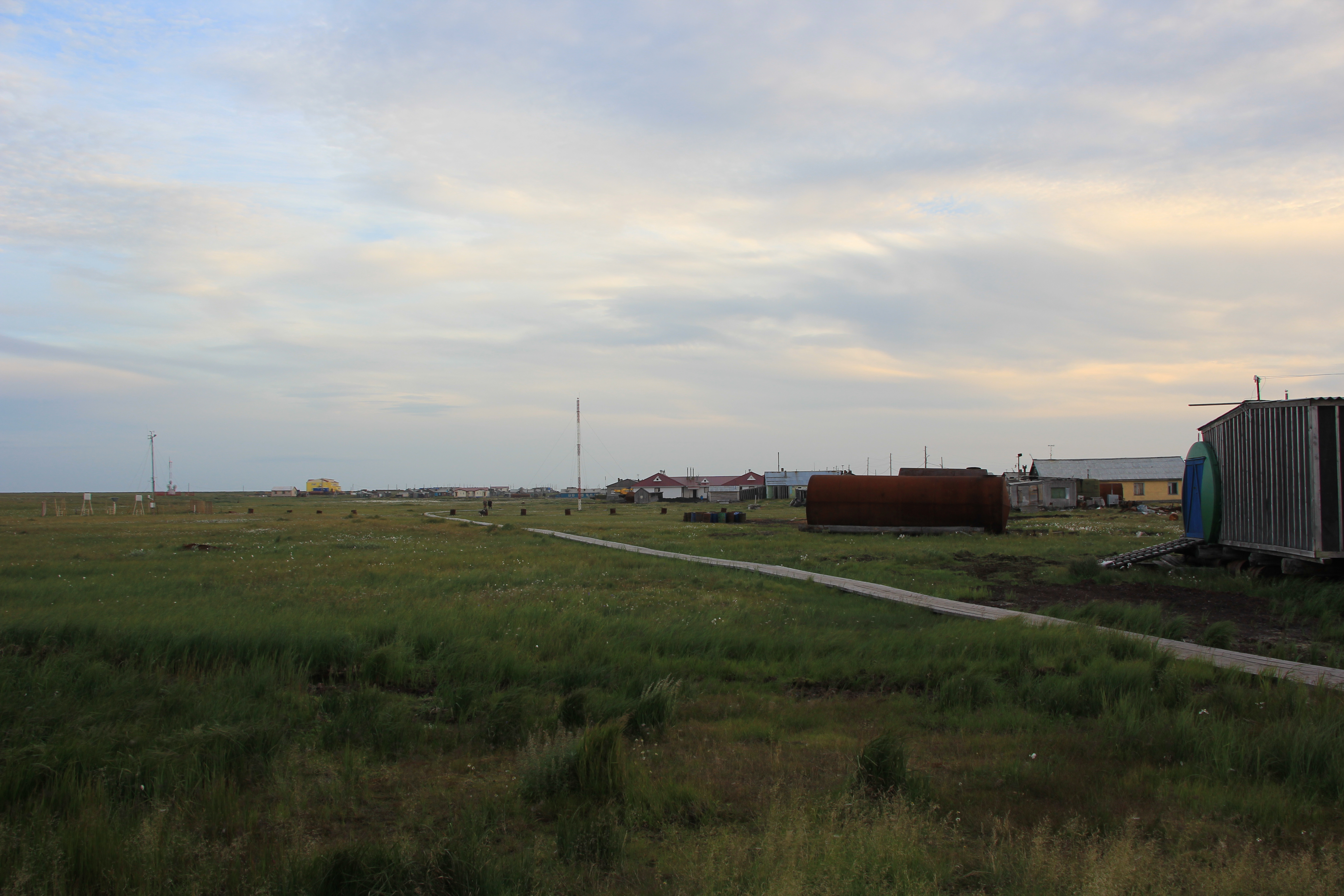
Тундра в Усть-Каре
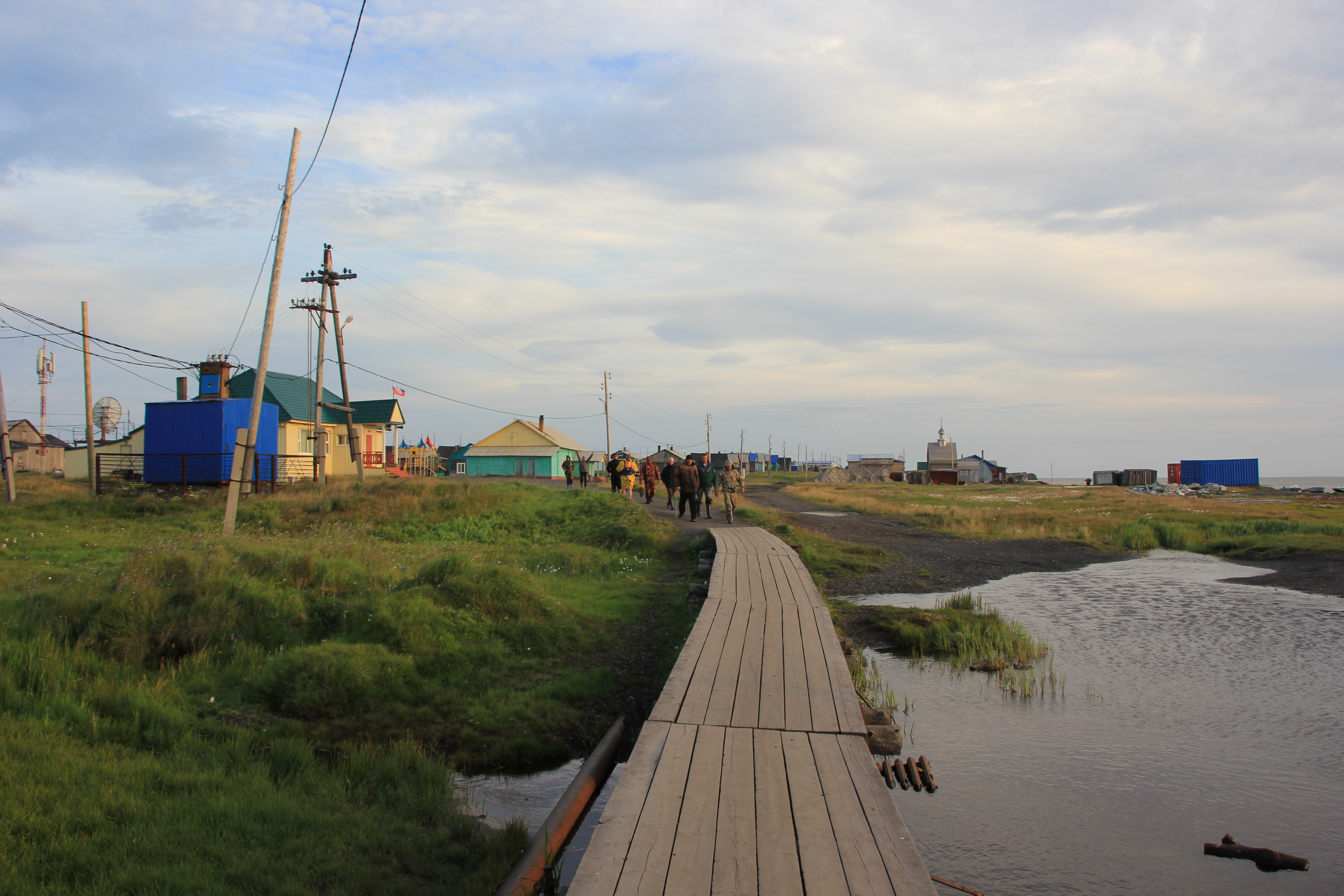
Настилы в Усть-Каре
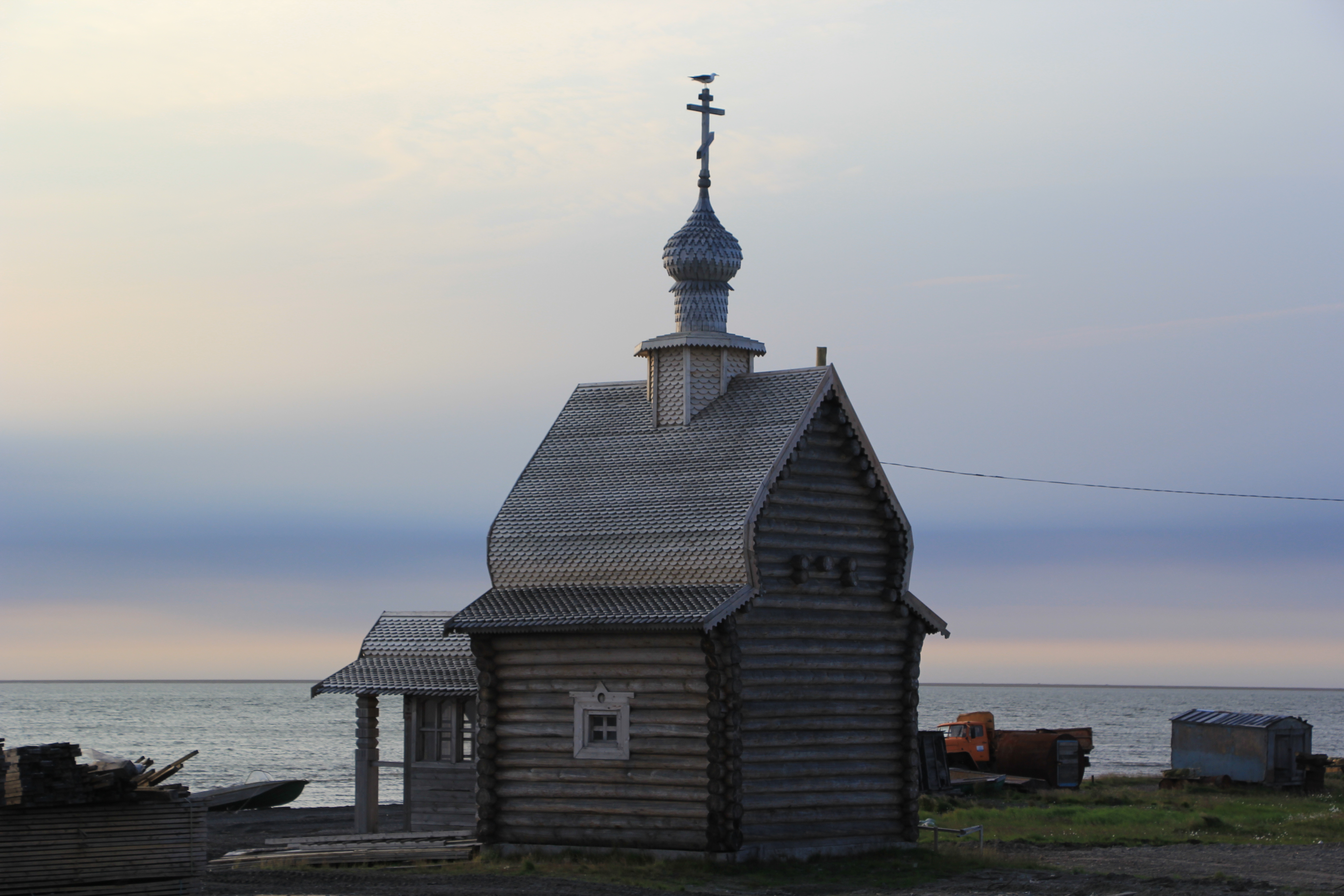
Часовня в Усть-Каре

## Известные уроженцы
- Разбаш, Андрей Леонидович — журналист и телеведущий